# Pierre au Loup
La Pierre au Loup est un dolmen situé à Seiches-sur-le-Loir, dans le département français de Maine-et-Loire.

## Protection
L'édifice est classé au titre des monuments historiques en 1978.

## Description
Le dolmen se compose de trois orthostates recouverts par une unique table de couverture. Une dalle plus basse, placée devant le support nord pourrait être le vestige du portique. Toutes les dalles sont en grès éocène.
Des fouilles y furent entreprises en 1806 par un notaire de Pellouailles, il y recueillit des ossements et deux pierres longues, sans plus de précisions. Vers 1830, une dame de Seiches fit démolir l'entrée de l'édifice où s'était réfugiée «une femme de mauvaise vie»